# Siedler von 1820

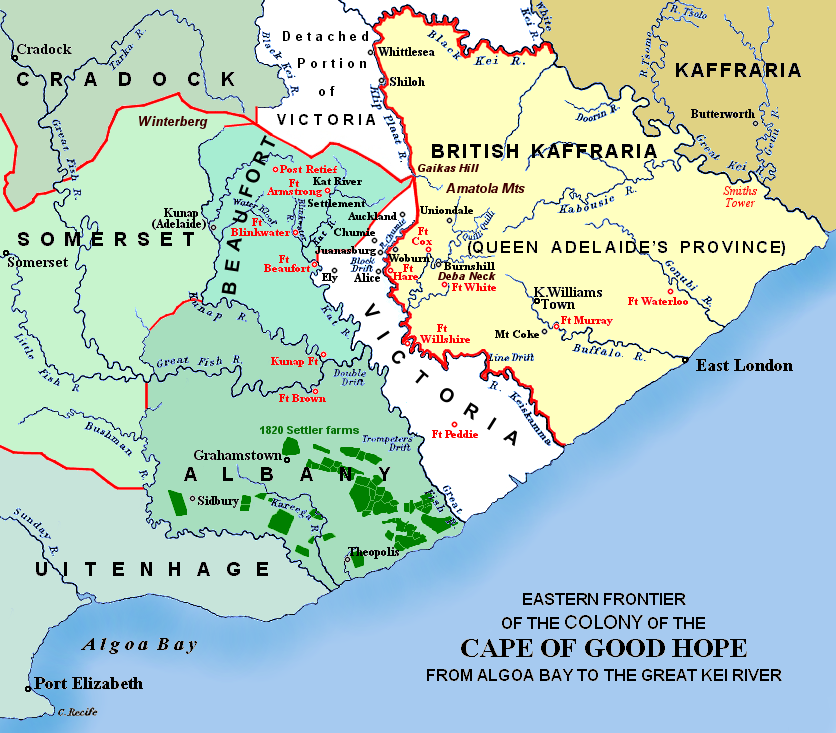
Karte des Gebiets 1835 mit Farmen der Siedler von 1820 (kräftiges Grün)

Die Siedler von 1820, englisch 1820 settlers, waren rund 4000 Briten, die sich im Jahr 1820 im Osten der damaligen Kapkolonie, im Gebiet der heutigen südafrikanischen Provinz Ostkap, ansiedelten. Es war eine der größten britischen Zuwanderungswellen in Afrika.

## Geschichte
Das Siedlungsgebiet war zwischen der Kapkolonie und den Xhosa umkämpft. Ab 1779 wurde eine Reihe von sogenannten Grenzkriegen um das Territorium geführt. Ab 1814 gehörte die Kapkolonie zum britischen Empire.
Nach den Napoleonischen Kriegen waren viele Briten verarmt. 1818 wurde in der Kapkolonie der Fünfte Grenzkrieg von Briten und Xhosa geführt. Der Gouverneur der Kapkolonie, Charles Henry Somerset, erbat – nachdem seine Bitte um militärische Verstärkung abgelehnt worden war – die Entsendung von rund 4000 Siedlern, die in den Grenzgebieten im Osten der Kolonie leben sollten. Das britische Parlament bewilligte am 12. Juli 1819 50.000 Pfund Sterling für das Cape Emigration Scheme. Die antragstellenden Männer mussten belegen, dass sie mindestens zehn über 18-jährige Arbeiter beschäftigen konnten. Je nach Größe ihrer Familie oder Gruppe hatten die Einwanderer ein Pfand zu entrichten. Ihnen wurde im Gegenzug eine freie Schiffspassage gewährt und am Zielort eine Landfläche zugewiesen. Von über 90.000 Interessenten – nach anderen Angaben zwischen 10.000 und 90.000 – wurden schließlich etwa 4000 bis 5000 zugelassen. Sie kamen aus 20 Countys, darunter aus Countys in Irland und Schottland. Es gab 61 Gruppen (Parties), die aus zehn bis 102 Familien bestanden. Die drei Arten von Gruppen teilten sich auf in:
- sole proprietary mit einem „Anführer“ und Arbeitern, die sich verpflichten mussten, zwischen drei und zehn Jahre bei dem Antragsteller zu arbeiten, bevor sie selbstständig werden konnten,
- joint stock mit einem nominellen Anführer, aber ansonsten gleichberechtigten Männern,
- independent ohne Verpflichtungen und Rangfolge untereinander.[2]

Vier der Gruppen kamen aus Orten, wo in den Kirchengemeinden Geld gesammelt worden war, damit sich die Auswanderer das Pfand leisten konnten.

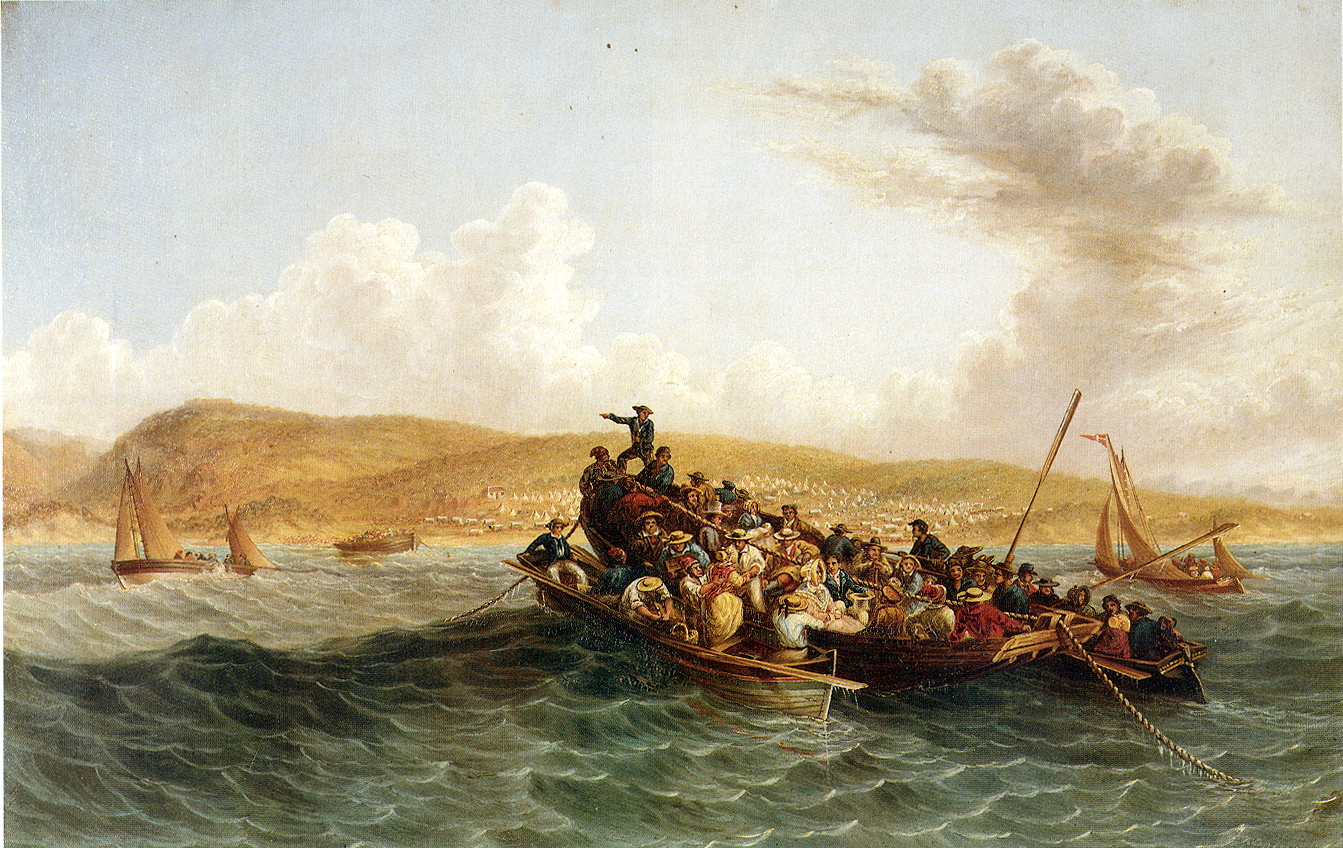
The British Settlers of 1820 Landing in Algoa Bay von Thomas Baines (1853)

Die Überfahrt erfolgte meist in Schiffen der Royal Navy. Zwischen März und Juni 1820 erreichten die Siedler die Kapkolonie. Sie landeten in der Tafelbucht und wurden nach Algoa Bay (heute Port Elizabeth) verschifft. Ihnen wurden im Raum Bathurst im Albany District Gebiete für Farmen zugewiesen, wo sich einige Siedler als Wollfabrikanten etablierten. Viele der Einwanderer arbeiteten jedoch aufgrund fehlender landwirtschaftlicher Kenntnisse und Missernten als Händler oder in anderen Berufen in Grahamstown, East London und Port Elizabeth. Die Stadt Port Alfred war eine Gründung der Siedler. Einige Siedler drangen in das spätere Natal vor, wo sie den Zulu unter Shaka Schusswaffen lieferten und dafür in dessen Herrschaftsbereich siedeln durften.

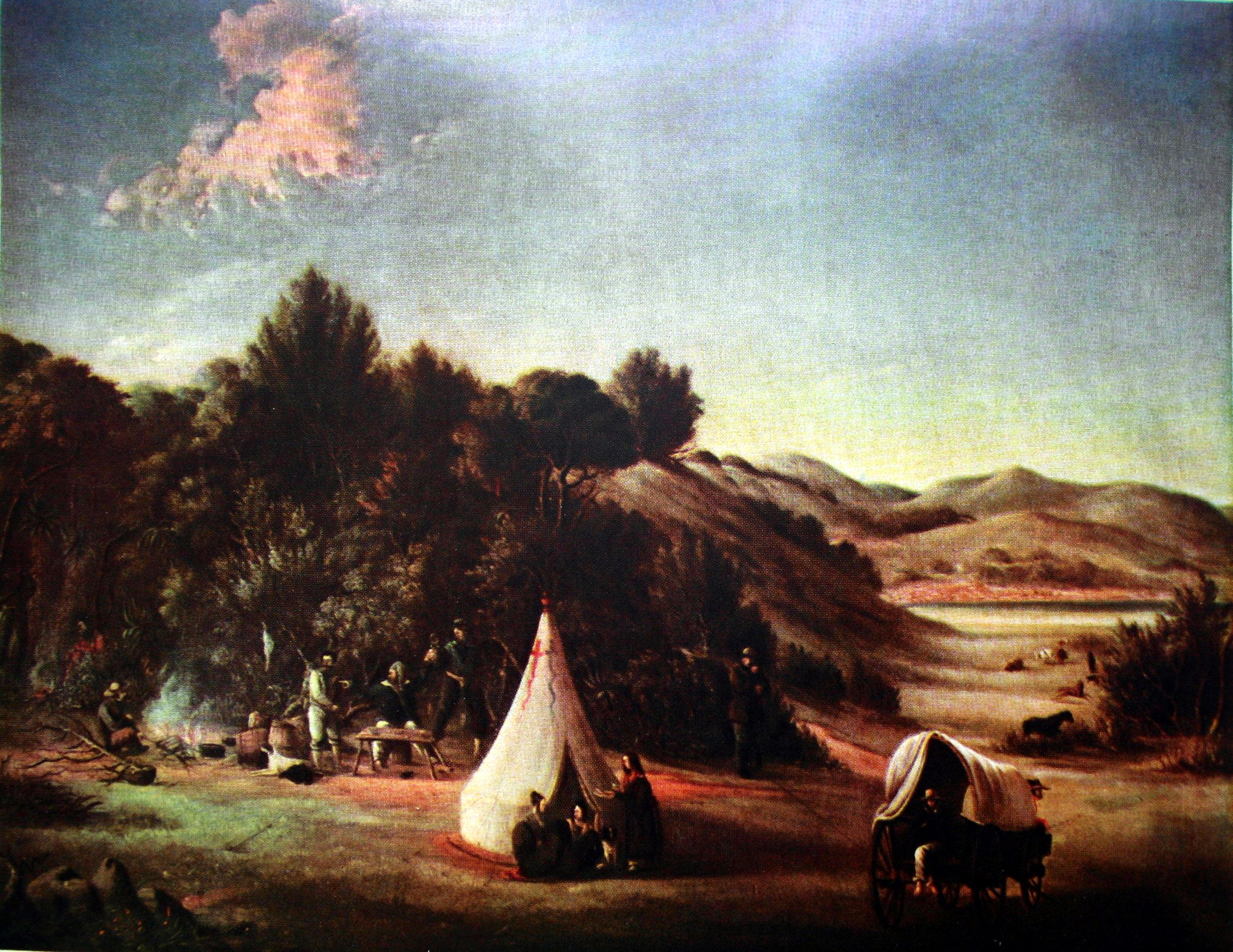
1820 Settlers Camped near the Great Fish River von Frederick Timpson l’Ons

Für die britische Verwaltung der Kapkolonie hatte die Einwanderung der Briten auch das Ziel, den Einfluss der zahlenmäßig überlegenen Buren zurückzudrängen. Nach 1820 wurde die Rolle der englischen Sprache in der Kapkolonie zu Lasten des Niederländischen gestärkt. In den 1830er Jahren kam es schließlich zum Großen Treck der Buren aus der Kapkolonie.
Die Siedler forderten eine freie Presse nach britischem Vorbild; 1825 konnten sie sich damit durchsetzen.

## Nachwirkungen

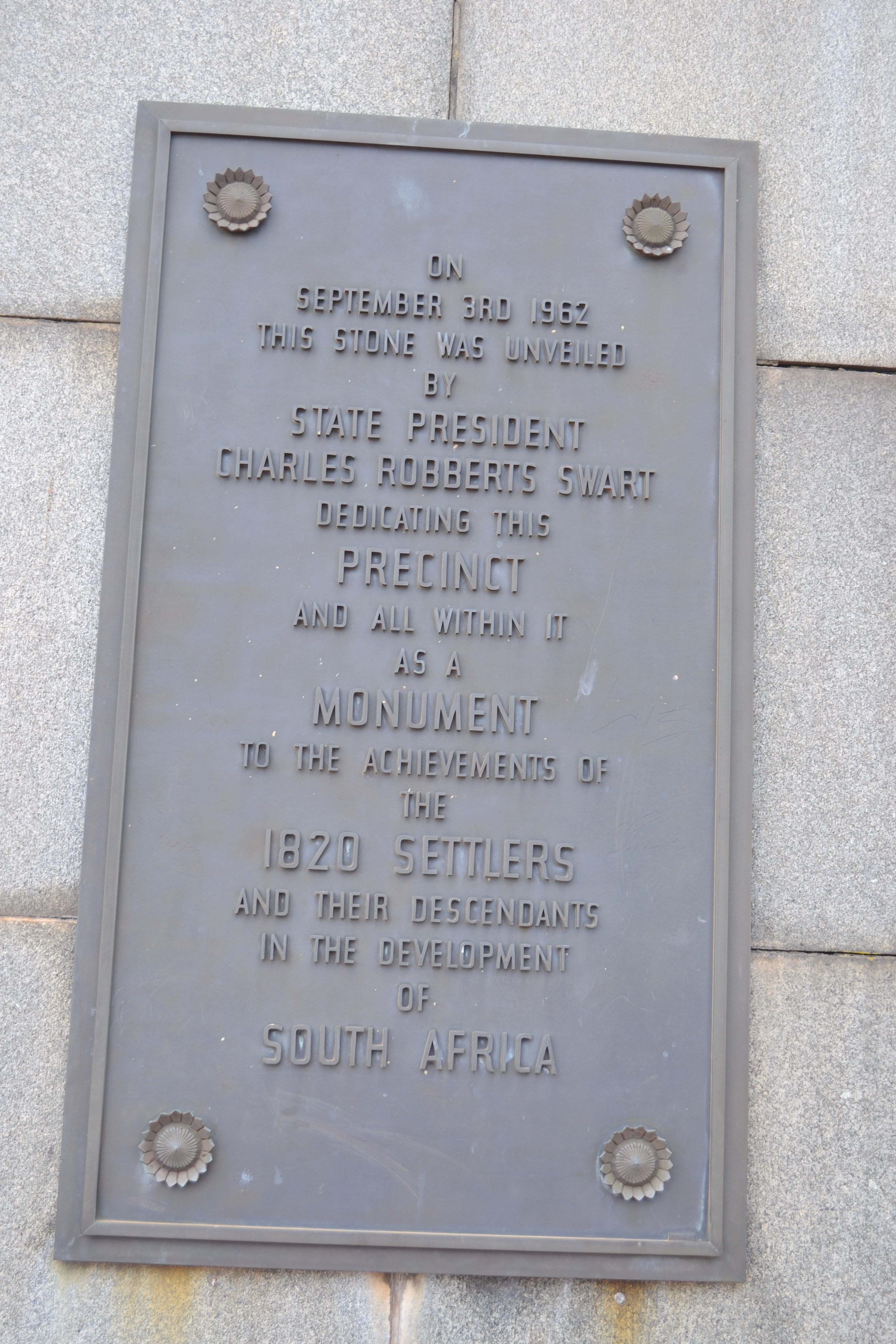
Teil des Denkmals für die Siedler von 1820 in Makhanda

1974 wurde im damaligen Grahamstown das 1820 Settlers Monument eingeweiht.

## Bekannte Siedler und Nachkommen
- Thomas Pringle (1789–1834), Siedler
- Allister Sparks (1933–2016), Journalist und Schriftsteller
- Athol Trollip (* 1964), Politiker